# Скала-Эресу
Ска́ла-Эресу́ (греч. Σκάλα Ερεσού «пристань Эреса») или Яло́с (греч. Γυαλός) — деревня в Греции на западе острова Лесбоса. Расположена в 54 километрах к северо-западу от Митилини на побережье Эгейского моря. Входит в сообщество Эресос в общине (диме) Дитики-Лезвос в периферийной единице Лесбос в периферии Северные Эгейские острова. Население 349 жителей по переписи 2011 года.

## История

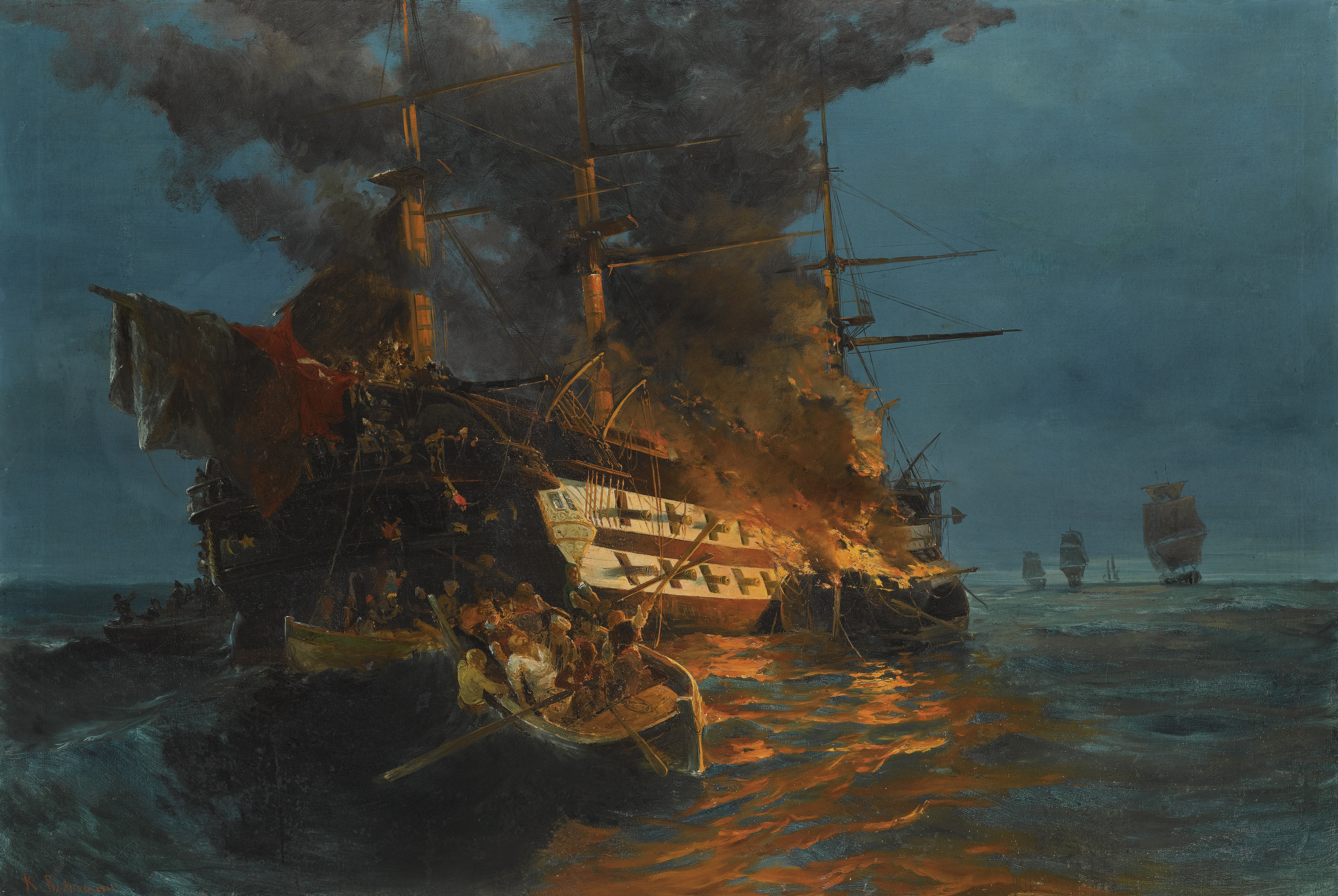
Константинос Воланакис. Поджог турецкого фрегата

На месте Скала-Эресу находился древний Эрес (др.-греч. Ἔρεσος), родина Теофраста и Фания, покинутый в конце XVII века из-за угрозы пиратов. Новая деревня Эресос была основана в 4 километрах к северу.
В Скала-Эресу находятся руины древнехристанской трёхнефной базилики Святого Андрея, первоначально посвящённой Иоанну Крестителю и построенной в первой половине V века. В базилике в 740 году был погребён архиепископ Андрей Критский, скончавшийся в путешествии из Константинополя. К юго-востоку от Скала-Эресу находится руины Охиро-Вигла (Οχυρό-Βίγλα), акрополя древнего Эреса.
В ходе Греческой революции 27 мая (8 июня) 1821 года в Скала-Эресу Димитриос Папаниколис при помощи брандера взорвал турецкий фрегат «Мансурия» с 84 орудиями и 1100 человек экипажа. Непосредственным следствием этого события было возвращение турецкого флота в Дарданеллы, благодаря чему остров Самос был спасен.

## Население
| Год  | Население, человек |
| ---- | ------------------ |
| 1991 | 204                |
| 2001 | 280                |
| 2011 | ↗ 349              |